# 正蓮寺 (大阪市此花区)
正蓮寺（しょうれんじ）は大阪府大阪市此花区伝法にある日蓮宗の仏教寺院。旧本山は大本山本圀寺（六条門流）。生師法縁。

## 歴史
- 寛永年間（1624年 – 1645年）甲賀谷文左衛門が日寶と法名して創立し、唯性院日泉を請じて開基とす。
- 元禄2年（1689年）3月7世日解の再建。
- 天保3年（1832年）11月16日夜に焼失し、17世日逞が再建。
- 安政6年（1859年）11月5日の大地震で崩壊。
- 明治7年（1874年）12月23世顯妙が檀家の協力で再建。

享保6年(1721年)から始まった「川施餓鬼」は平成16年（2004年）大阪市指定無形民俗文化財に指定された。

## 境内
- 祖師堂
- 妙見堂

## 交通アクセス
- 阪神なんば線伝法駅より、南西に徒歩8分。